# Luis Iribarren Cavanilles
Luis Iribarren Cavanilles (19 de febrer de 1902 - 4 de maig de 1984) va ser un futbolista i entrenador de futbol basc que va dirigir la selecció espanyola en quatre partits entre 1953 i 1954.
El primer partit d'Iribarren al capdavant va ser un amistós contra Suècia, que va acabar amb un empat 2–2. Aleshores, Iribarren va supervisar els partits de classificació per a la Copa del Món de la FIFA 1954 d'Espanya contra Turquia. Espanya va guanyar l'anada de l'eliminatòria per 4-1 a Madrid el 6 de gener de 1954, però va perdre el partit de tornada per 1-0 a Istanbul el 14 de març de 1954. Atès que la diferència de gols encara no havia estat introduïda per la FIFA, es va requerir un partit de play-off, que va tenir lloc a l'Estadi Olímpic de Roma el 17 de març de 1954. El partit va acabar amb un empat 2-2, amb Turquia avançant després d'un sorteig.
Iribarren era dentista titulat i el germà petit del notable enginyer civil Ramón Iribarren.